# بانک پوعلیم

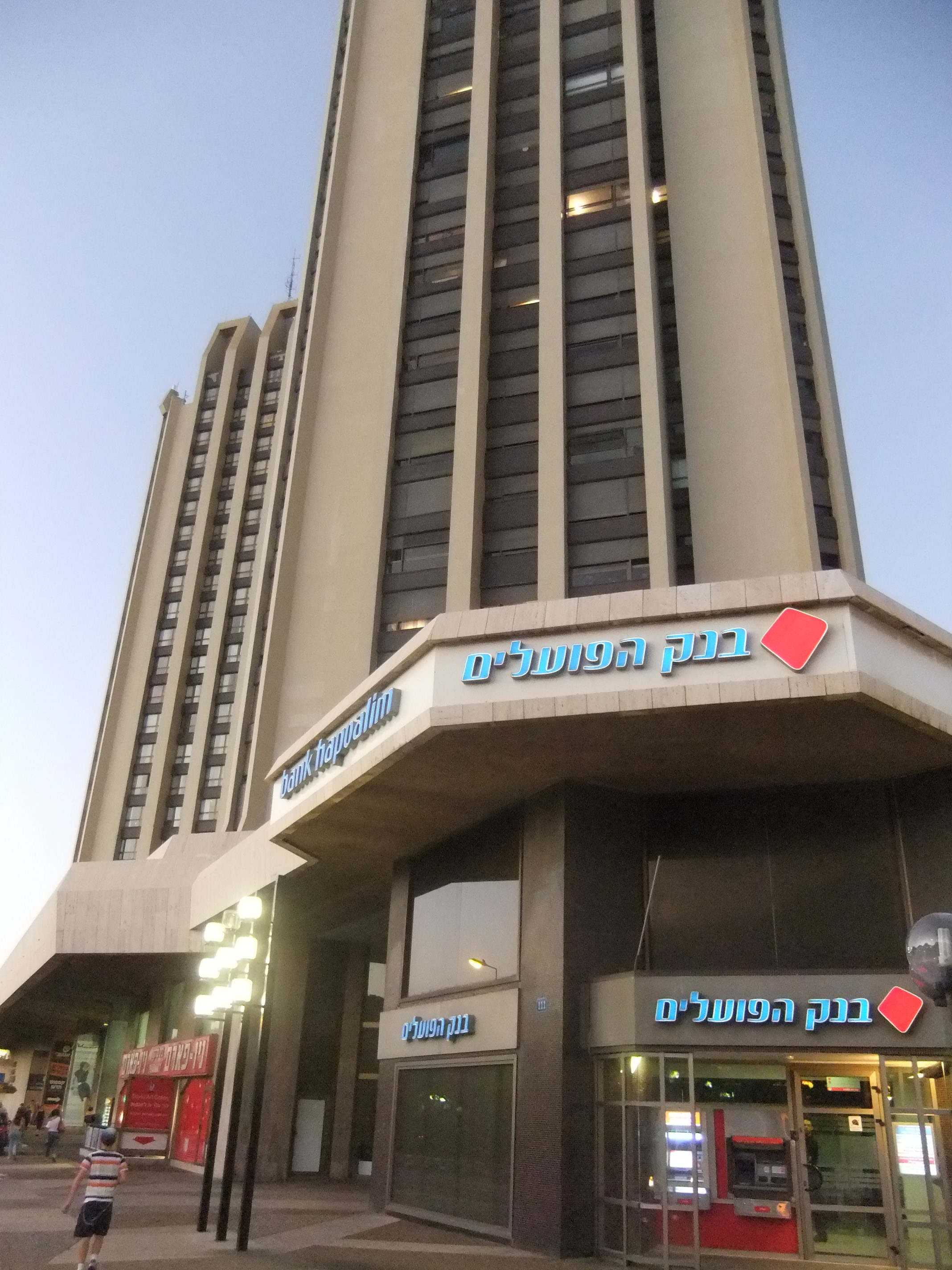
شعبه بانک پوعلیم در شهر حیفا

بانک پوعلیم (به عبری: בנק הפועלים) بزرگترین بانک اسرائیل بر پایه میزان دارایی‌ها می‌باشد. این بانک بخش عمده خدمات خود را در خارج از اسرائیل عرضه می‌دارد، ولی دارای شبکه گسترده ارائه خدمات مالی و بانکداری در اسرائیل است که ۲۸۰ شعبه بانک، ۵۷۷ دستگاه عابر بانک، ۸ مرکز تجاری و ۲۸ مرکز صنعتی را در بر می‌گیرد.
بانک پوعلیم در سال ۱۹۲۱ توسط کنگره تجاری اسرائیل و سازمان جهانی صهیونیسم تأسیس شد و هم‌اکنون سهام‌داران اصلی آن اریسون هولدینگ (۲۲٫۶٪) و شرکت دیلک (۶٫۵۲٪) می‌باشند.
شعبه مرکزی این بانک در شهر تل‌آویو قرار دارد و بخشی از سهام آن در بازارهای بورس تل‌آویو و بورس لندن معامله می‌شود.